# MTM Racing Team
Das MTM Kawasaki Motoport Racing Team ist ein niederländisch-belgisches Motorradsportteam, welches in der Supersport-300-Weltmeisterschaft auf einer Kawasaki Ninja 400 antritt. Es ist mit 37 Rennsiegen das mit Abstand erfolgreichste Team der Supersport-300-Weltmeisterschaft und konnte durch Jeffrey Buis sowie Adrián Huertas insgresamt dreimal die Weltmeisterschaft gewinnen. Wie der Name sagt, tritt das Team mit Kawasaki-Motorrädern an.
Das Team überkam einen schweren Schicksalsschlag, als Fahrer Victor Steeman am 8. Oktober 2022 auf dem Autódromo Internacional do Algarve in Portimão tödlich verunglückte.
Zwischen 2022 und 2024 trat MTM zudem in der Supersport-Weltmeisterschaft an.

## Aktuelle Fahrer
- Roberto Fernández, #13, Spanien – Kawasaki Junior Team by MTM
- Giacomo Zannini, #29, Italien – Kawasaki Junior Team by MTM
- Carter Thompson, #50, Australien – MTM Kawasaki
- Loris Veneman, #TBA, Niederlande – MTM Kawasaki

## Ehemalige Fahrer (Auszug)
Mirko Gennai,  Petr Svoboda, Guillermo Moreno, Borja Gómez, Guillaume Antiga, Marcel Brenner, Jeffrey Buis, Adrián Huertas, TJ Alberto, Victor Steeman, Yuta Okaya, Ruben Bijman, Máté Számadó, Koen Meuffels, Scott Deroue, Dion Otten, Dennis Koopman, Robert Schotman, Lachlan Epis, Tom Toparis, Chris Taylor

## Rennsiege Supersport-300-Weltmeisterschaft
|    | Saison | Strecke                | Fahrer          |
| -- | ------ | ---------------------- | --------------- |
| 1  | 2017   | Alcañiz                | Scott Deroue    |
| 2  | 2017   | Assen                  | Scott Deroue    |
| 3  | 2018   | Portimão               | Scott Deroue    |
| 4  | 2019   | Portimão               | Scott Deroue    |
| 5  | 2019   | Doha                   | Scott Deroue    |
| 6  | 2020   | Portimão (Rennen 2)    | Scott Deroue    |
| 7  | 2020   | Alcañiz (Rennen 1)     | Jeffrey Buis    |
| 8  | 2020   | Alcañiz (Rennen 2)     | Jeffrey Buis    |
| 9  | 2020   | Alcañiz (Rennen 2)     | Jeffrey Buis    |
| 10 | 2020   | Montmeló (Rennen 2)    | Yuta Okaya      |
| 11 | 2020   | Magny-Cours (Rennen 1) | Jeffrey Buis    |
| 12 | 2020   | Estoril (Rennen 2)     | Koen Meuffels   |
| 13 | 2021   | Alcañiz (Rennen 1)     | Adrián Huertas  |
| 14 | 2021   | Misano (Rennen 1)      | Adrián Huertas  |
| 15 | 2021   | Assen (Rennen 1)       | Adrián Huertas  |
| 16 | 2021   | Most (Rennen 2)        | Jeffrey Buis    |
| 17 | 2021   | Magny-Cours (Rennen 1) | Adrián Huertas  |
| 18 | 2021   | Magny-Cours (Rennen 1) | Adrián Huertas  |
| 19 | 2021   | Montmeló (Rennen 1)    | Jeffrey Buis    |
| 20 | 2021   | Jerez (Rennen 1)       | Jeffrey Buis    |
| 21 | 2021   | Estoril (Rennen 2)     | Adrián Huertas  |
| 22 | 2022   | Assen (Rennen 1)       | Victor Steeman  |
| 23 | 2022   | Most (Rennen 2)        | Victor Steeman  |
| 25 | 2022   | Magny-Cours (Rennen 2) | Victor Steeman  |
| 25 | 2022   | Montmeló (Rennen 1)    | Yuta Okaya      |
| 26 | 2022   | Montmeló (Rennen 2)    | Victor Steeman  |
| 27 | 2023   | Montmeló (Rennen 1)    | Jeffrey Buis    |
| 28 | 2023   | Magny-Cours (Rennen 1) | Jeffrey Buis    |
| 29 | 2023   | Magny-Cours (Rennen 2) | Jeffrey Buis    |
| 30 | 2023   | Alcañiz (Rennen 1)     | Loris Veneman   |
| 31 | 2023   | Alcañiz (Rennen 2)     | Jeffrey Buis    |
| 32 | 2024   | Most (Rennen 1)        | Loris Veneman   |
| 33 | 2024   | Most (Rennen 2)        | Loris Veneman   |
| 34 | 2024   | Portimão (Rennen 1)    | Mirko Gennai    |
| 35 | 2024   | Portimão (Rennen 2)    | Mirko Gennai    |
| 36 | 2024   | Aragón (Rennen 2)      | Mirko Gennai    |
| 37 | 2025   | Misano (Rennen 1)      | Carter Thompson |